# Bayonville
Bayonville är en kommun i departementet Ardennes i regionen Grand Est (tidigare regionen Champagne-Ardenne) i nordöstra Frankrike. Kommunen ligger  i kantonen Buzancy som ligger i arrondissementet Vouziers. År 2022 hade Bayonville 68 invånare.

## Befolkningsutveckling
Antalet invånare i kommunen Bayonville
Referens: INSEE

## Galleri

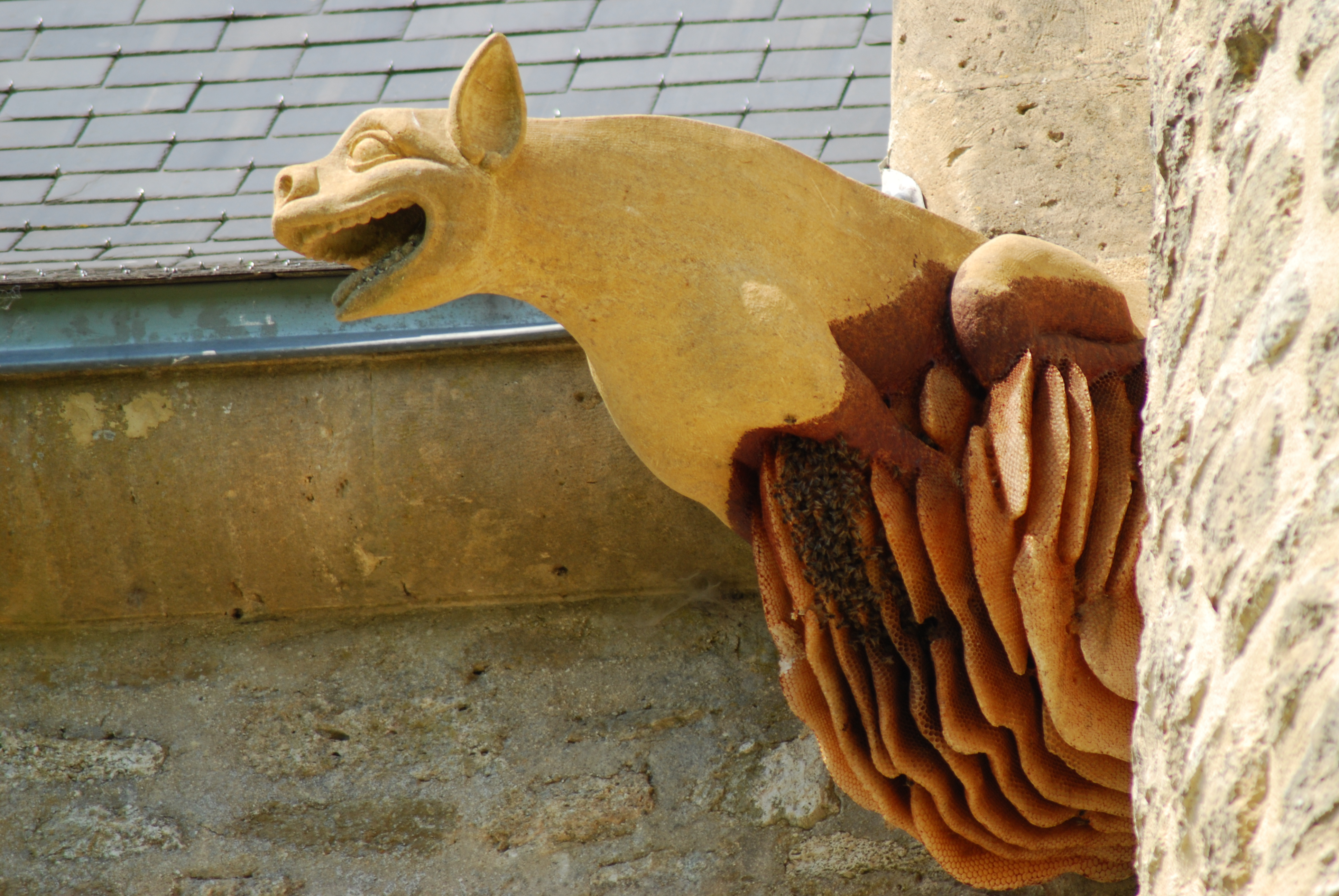